# Noel Fielding
Noel Fielding, född 21 maj 1973 i City of Westminster, London, är en engelsk ståuppkomiker, skådespelare och programledare.

## Biografi
Noel Fielding är mest känd i sitt hemland England som den ena halvan av Mighty Boosh som han bildar tillsammans med Julian Barratt. Mighty Boosh har ett halvtimmesprogram på BBC där de tar tittarna på "a journey through time and space".
Som ståuppkomiker är han känd för att ha en egen stil. Han pratar gärna om ordet "oblong" (avlång), "The Little Silver Grey Monkey" och "Pretty Lady Punctuation" eller härmar en irriterande spyfluga. Tillsammans med Russell Brand bildade han "Goth Detectives" (som långsamt löser brott eftersom "Goths don't run!") under Big Fat Quiz of the Year Show som visades på engelsk tv i december 2006. De var även värdar för komedikvällen på 2007 års Teenage Cancer Trust på Royal Albert Hall i London.
I tv-serien IT-supporten (IT Crowd) spelar han Richmond.
Fielding är även känd som en av de två programledarna för Hela England bakar, något han varit sedan 2017, till en början tillsammans med komikern Sandi Toksvig, mellan 2020 och 2022 med skådespelaren Matt Lucas, och från 2023 med tv-personligheten Alison Hammond.